# Monte-Carlo Masters 2021
Monte-Carlo Masters 2021 — тенісний турнір, що проходив на ґрунтових кортах у місті Рокбрюн-Кап-Мартен, Франція з 12 до 18 квітня. Належав до категорії ATP Masters 1000, був турніром серії Мастерс Монте-Карло 2021 року.

## Фінальна частина

### Одиночний розряд
Стефанос Ціціпас —  Андрій Рубльов 6–3, 6–3

### Парний розряд
Нікола Мектич /  Мате Павич —  Ден Еванс /  Ніл Скупскі 6–3, 4–6, [10–7]